# 田中明彦
田中 明彦 （たなか あきひこ、1954年8月7日 - ）は、日本の国際政治学者。独立行政法人国際協力機構理事長、三極委員会アジア太平洋地域議長。
東京大学東洋文化研究所教授、東京大学副学長、政策研究大学院大学学長を歴任。

## 来歴

### 学歴
- 1954年 埼玉県志木市生まれ。
- 1973年 埼玉県立浦和高等学校卒業
- 1977年 東京大学教養学部卒業
- 1981年 マサチューセッツ工科大学よりPh.D（政治学）

### 研究歴
- 1981年 平和・安全保障研究所研究員
- 1983年 東京大学教養学部助手
- 1984年 同助教授
- 1990年 東京大学東洋文化研究所助教授
- 1998年 同教授
- 2002年 同所長（ - 2006年）
- 2009年 東京大学副学長（ - 2012年）
- 2012年4月- 独立行政法人国際協力機構理事長（ - 2015年9月）
- 2017年4月- 国立大学法人政策研究大学院大学学長（ - 2022年3月）
- 2020年 三極委員会 アジア太平洋地域議長
- 2022年4月- 独立行政法人国際協力機構理事長

### その他職歴
2007年より早稲田大学高等研究所諮問委員会委員、2008年から2010年まで日本国際政治学会理事長。日本国際フォーラム参与。
政府の各種審議会、研究会の常連参加者であり、論壇でも活動している。「安全保障の法的基盤の再構築に関する懇談会」委員。
2020年から三極委員会におけるアジア太平洋地域の議長として就任している。

### 受賞歴
- 1996年 『新しい「中世」』でサントリー学芸賞。
- 2001年 『ワード・ポリティクス』で読売・吉野作造賞。

## 栄典
- 2012年 紫綬褒章[2]。

## 主張
イラク戦争については「現在までのところイラクとアルカイダなどのテロリストとの関連を示す証拠は、確実なものはほとんどないようだが、これが結びつく可能性は絶無とはいえない。もしイラクの保持しているかもしれない大量破壊兵器がテロリストの手にわたったら、9・11事件をおこしたテロリストであれば必ず使用するであろう。」という認識のもとに、「アメリカを支持しない危険は、日本にははかりしれないほど大きいと思う」と語り、日本政府は米国を支持すべきとした。

## 著作

### 単著
- 『世界システム』（東京大学出版会、1989年）
- 『日中関係 1945-1990』（東京大学出版会、1991年）
- 『新しい「中世」- 21世紀の世界システム』（日本経済新聞社、1996年／日経ビジネス人文庫、2003年）
- 『安全保障 - 戦後50年の模索』（読売新聞社、1997年）
- 『ワード・ポリティクス - グローバリゼーションの中の日本外交』（筑摩書房、2000年）
- The New Middle Ages: the World System in the 21st Century, trans.by Jean Connell Hoff, (International House of Japan , 2002).
- 『複雑性の世界 -「テロの世紀」と日本』（勁草書房、2003年）
- 『アジアのなかの日本』（NTT出版、2007年）
- 『ポスト・クライシスの世界 - 新多極時代を動かすパワー原理』（日本経済新聞出版社、2009年）

### 共著
- （廣松毅・常盤洋一・木暮睦）『ロータス1-2-3による統計入門』（朝倉書店、1988年）

### 共編著
- （山本吉宣）『戦争と国際システム』（東京大学出版会、1992年）
- The Golden Age of the U.S.- China - Japan Triangle, 1972-1989, co - edited with Ezra F. Vogel and Yuan Ming, (Harvard University Press, 2002).
- （中西寛）『新・国際政治経済の基礎知識』（有斐閣、2004年）
- （猪口孝・ミゲル・バサネズ・ティムール・ダダバエフ）『アジア・バロメーター都市部の価値観と生活スタイル - アジア世論調査(2003)の分析と資料』（明石書店、2005年）
- （猪口孝・恒川惠市・薬師寺泰蔵・山内昌之）『国際政治事典』（弘文堂、2005年）
- （伊藤憲一）『東アジア共同体と日本の針路』（日本放送出版協会、2005年）
- （猪口孝・園田茂人・ティムール・ダダバエフ）『アジア・バロメーター 躍動するアジアの価値観 - アジア世論調査(2004)の分析と資料』（明石書店、2007年）
- （中西寛・飯田敬輔）『日本の国際政治学(1)学としての国際政治』（有斐閣、2009年）

### 訳書
- A・ドーク・バーネット『現代中国の外交 - 政策決定の構造とプロセス』（教育社、1986年）
- ジョセフ・S・ナイ『国際紛争 - 理論と歴史［原書第3版］』（有斐閣、村田晃嗣との共訳 2002年／原著第4版、2003年／原著第5版、2005年／原著第6版、2007年／原著第7版、2009年）